# Rubab Raza
Rubab Raza, född den 15 januari 1991, är en pakistansk simmare från Lahore. Hon var endast 13 år gammal då hon deltog vid de olympiska sommarspelen i Aten 2004. Distansen som hon ställde upp i var 50 meter frisim och tiden som hon fick var 30,10 sekunder, vilket gav en 59:e plats. Hon blev då landets första kvinnliga simmare att delta i simning vid ett olympiskt sommarspel. Hon är också den yngsta idrottsperson som representerat Pakistan i något olympiskt spel över huvud taget. 